# Borkoldoi
Der Borkoldoi (kirgisisch Борколдой кырка тоо) ist ein Gebirge im Südosten von Kirgisistan.
Der Borkoldoi ist ein Gebirgszug im Inneren Tienschan in Zentralasien. Das an den Nordhängen vergletscherte Gebirge hat eine Länge in West-Ost-Richtung von 100 km und eine mittlere Höhe von 4300 m. Die größte Erhebung befindet sich im westlichen Teil und erreicht eine Höhe von 5049 m. Sie wurde zu Ehren des 2012 am Manaslu verunglückten katalanischen Bergsteigers Martí Gasull i Roig benannt. Der Kainar entwässert das Gebirge nach Südosten. Der Üsönggükuusch fließt entlang der Südflanke. Der 13,3 km² große Dschagalmai-Gletscher speist den Tschakyrkorum, der den westlichen Teil des Gebirges zum Großen Naryn hin entwässert. Der Borkoldoi besteht aus kristallinem Glimmerschiefer sowie aus Marmor und Granit. Die Berghänge sind von einer Halbwüstenlandschaft geprägt. In den Hochlagen dominieren Felsen und Schutt. Dort kommt eine spärliche Xerophyten-Vegetation vor.

## Berge (Auswahl)
- Pik Martí Gasull (5049 m) (⊙)
- Pik Gran Layolu (4901 m) (⊙)
- Pik Tulipanski (4826 m) (⊙)
- Kirgisischer Montblanc (4810 m) (⊙)